# 安達郡
安達郡（日语：／ Adachi gun */?）是福島縣的一郡。人口8,577人、面積79.46km²（2007年）。

## 行政区划
現轄有以下1村：
- 大玉村